# Paquita Bosch i Capó
Paquita Bosch i Capó (Palma, 1929 – 9 de gener de 2017) fou una escoltista i activista cultural mallorquina.
El 1949 va participar en els cursos de català clandestins a Can Sbert organitzats per Francesc de Borja Moll. Treballà en un taller artesanal de brodats i el 1951 es va casar amb Josep Maria Magrinyà i Brull. Entre 1966 i 1977 ambdós van impulsar l'escoltisme a Mallorca i el 1985 formaren part del nucli fundador del Grup Blanquerna, creat per promoure l'estudi i la reflexió sobre la realitat nacional de Mallorca, i la formació del jovent des d'una perspectiva cristiana i progressista.
El 1986 va formar part del secretariat a les Illes Balears del II Congrés Internacional de la Llengua Catalana i posteriorment va formar part de l'Obra Cultural Balear. El 1997 ella i el seu marit van rebre un dels Premis d'Actuació Cívica de la Fundació Lluís Carulla i en 2003 va rebre el premi Maria Ferret i una menció d'honor en els premis 31 de Desembre.
Amb el seu marit va coordinar i elaborar el text de Converses sobre escoltisme (1981) que la Delegació Diocesana d'Escoltisme i Guiatge va editar per commemorar dels 25 anys del Moviment Escolta a Mallorca.